# 哈伯德 (密蘇里州)
哈伯德（英語：Hubbard）是位於美國密蘇里州蘭道夫縣的非建制地區。

## 歷史
哈伯德的郵局於1886年設立，其後於1902年停運。

## 地理
哈伯德所處的海拔為高於海平面220米（即722英呎），而該地所採用的時區為UTC-6，即北美中部時區（CST）。同時該地設有夏令時間，為UTC-6調快一小時，即UTC-5（CDT）。